# Emma White
Ne pas confondre avec Emma White (en), une gymnaste artistique née en 1990.
Emma White, née le 23 août 1997 à Duanesburg, est une coureuse cycliste américaine. Durant sa carrière, elle pratique plusieurs disciplines avec succès. Elle court sur route, en cyclo-cross et est spécialiste des épreuves d'endurance sur piste .Elle est notamment championne du monde de poursuite par équipes en 2020 et médaillée de bronze dans la même épreuve aux Jeux olympiques un an plus tard.

## Biographie
Elle est originaire de Duanesburg. Elle pratique l'équitation dans son enfance. Elle commence le cyclisme à l'âge de neuf ans, suivant l'exemple de son frère Curtis. Elle fait rapidement de la compétition sur route et en cyclo-cross. Elle arrête l'équitation à l'âge de 16 ans. Elle intègre l'Union College de New York et espère étudier la médecine. Elle a pour modèle Kristin Armstrong.
Entre 2011 et 2015, elle remporte plusieurs titres de championne des États-Unis de cyclo-cross et sur route dans les catégories de jeune. En 2015, chez les juniors (moins de 19 ans), elle obtient deux médailles d'argent aux championnats du monde de Richmond sur le contre-la-montre et la course en ligne, devancée par sa compatriote Chloe Dygert. En 2016, elle rejoint l'équipe sur route Rally, alors que son frère aîné Curtis court dans l'équipe masculine. Elle est médaillée d'argent du championnat panaméricain de cyclo-cross espoirs et début 2017, elle se classe huitième du championnat du monde de cyclo-cross espoirs (moins de 23 ans).
Avec l'équipe de cyclo-cross américaine Cannondale p/b Cyclocrossworld, elle devient championne panaméricaine de cyclo-cross espoirs et championne des États-Unis de cyclo-cross espoirs lors de la saison 2017-2018. En février 2018, elle termine septième du championnat du monde de cyclo-cross espoirs.  Plus tard dans la saison, elle est championne des États-Unis du critérium, devenant à 21 ans la plus jeune lauréate,.
À partir de 2019, elle met de côté la route et le cyclo-cross pour se consacrer à la piste. En septembre 2019, lors des championnats panaméricains, elle remporte une médaille d'argent en poursuite par équipes et de bronze en poursuite individuelle. Lors de la Coupe du monde 2019-2020, elle gagne deux manches de poursuite par équipes à Minsk (avec Christina Birch, Chloe Dygert et Jennifer Valente) et Milton (avec Jennifer Valente, Chloe Dygert et Lily Williams). En février 2020, le quatuor américain composé de White, Valente, Dygert et Lily Williams devient champion du monde de poursuite par équipes à Berlin, après avoir terminé septième l'année précédente. Après un an sans compétitions majeures sur piste en raison de la pandémie de coronavirus, l'équipe américaine se contente de la médaille de bronze de la poursuite par équipes aux Jeux olympiques de Tokyo.
Le 13 octobre 2021, elle annonce sa retraite surprise à 24 ans, une semaine après avoir remporté sur route la Sea Otter Classic. White, qui détient un diplôme en informatique de l'Union College, a déclaré vouloir utiliser ses compétences universitaires pour commencer une nouvelle carrière hors du cyclisme.

## Palmarès sur piste

### Jeux olympiques
- Tokyo 2020
  -  Médaillée de bronze de la poursuite par équipes

### Championnats du monde
- Pruszków 2019
  - 7e de la poursuite par équipes[5]
- Berlin 2020
  -  Championne du monde de poursuite par équipes (avec Jennifer Valente, Chloe Dygert, Lily Williams)

### Coupe du monde
- 2018-2019
  - 2e de la poursuite par équipes à Londres
- 2019-2020
  - 1re de la poursuite par équipes à Minsk (avec Christina Birch, Chloe Dygert et Jennifer Valente)
  - 1re de la poursuite par équipes à Milton (avec Jennifer Valente, Chloe Dygert et Lily Williams)

### Championnats panaméricains
- Cochabamba 2019
  -  Médaillée d'argent de la poursuite par équipes
  -  Médaillée de bronze de la poursuite individuelle

## Palmarès sur route

### Palmarès par années
- 2013
  -  Championne des États-Unis du contre-la-montre cadettes
- 2014
  -  Championne des États-Unis du contre-la-montre juniors
  - 2e du championnat des États-Unis sur route juniors
  - 5e du championnat du monde du contre-la-montre juniors
- 2015
  -  Championne des États-Unis du critérium juniors
  -  Médaillée d'argent du championnat du monde sur route juniors
  -  Médaillée d'argent du championnat du monde du contre-la-montre juniors
- 2017
  - 4e étape du Tour of the Gila
  - North Star Grand Prix
- 2018
  - 4e étape du Tour of the Gila
  - 3e du championnat des États-Unis sur route
  - 3e du championnat des États-Unis du contre-la-montre
- 2019
  -  Championne des États-Unis du critérium

### Classements mondiaux
| Année                                 | 2016 | 2017 | 2018 | 2019 | 2020 | 2021 |
| ------------------------------------- | ---- | ---- | ---- | ---- | ---- | ---- |
| Classement UCI                        | 504e | 181e | 128e | 230e | nc   | 867e |
| UCI World Tour                        | nc   | 102e | 95e  | 159e | nc   | nc   |
|                                       |      |      |      |      |      |      |
| Légende : nc = non classéSource : UCI |      |      |      |      |      |      |

## Palmarès en cyclo-cross
- 2011-2012

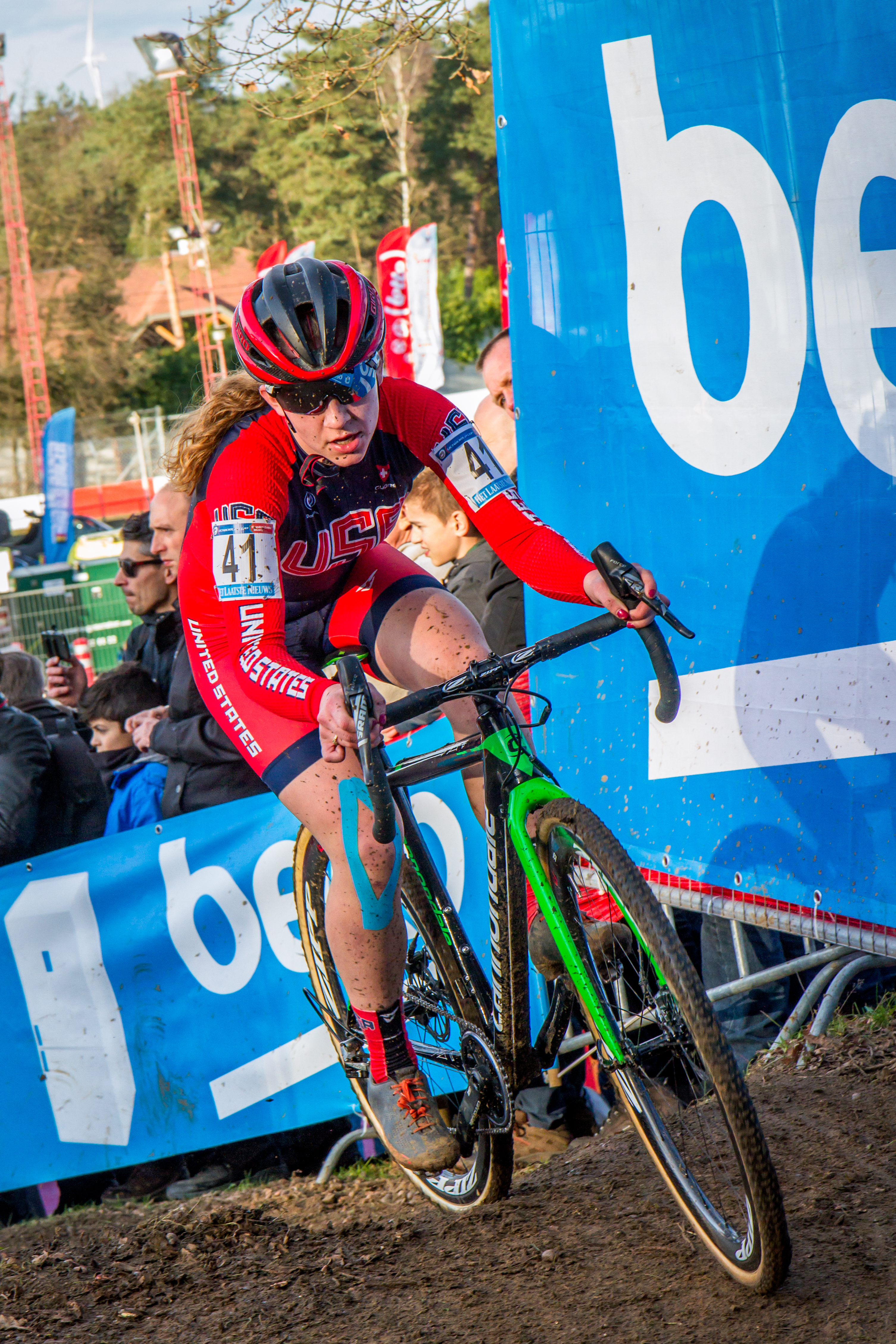
White lors de la Coupe du monde de cyclo-cross 2015 à Heusden-Zolder.

  -  Championne des États-Unis de cyclo-cross cadettes[6]
- 2012-2013
  -  Championne des États-Unis de cyclo-cross cadettes[7]
- 2014-2015
  -  Championne des États-Unis de cyclo-cross juniors
- 2015-2016
  - Charm City Cross #1, Baltimore
  - Charm City Cross #2, Baltimore
  - The Cycle-Smart International #2, Northampton
  - Verge NECXS #6, Warwick
  - 3e du championnat des États-Unis de cyclo-cross espoirs
- 2016-2017
  - The Cycle-Smart International #2, Northampton
  - NBX Gran Prix of Cross #1, Warwick
  - NBX Gran Prix of Cross #2, Warwick
  -  Médaillée d'argent du championnat panaméricain de cyclo-cross espoirs
  - 2e du championnat des États-Unis de cyclo-cross espoirs
  - 8e du championnat du monde de cyclo-cross espoirs
- 2017-2018
  -  Championne panaméricaine de cyclo-cross espoirs
  -  Championne des États-Unis de cyclo-cross espoirs
  - KMC Cross Fest #2, Thompsonville
  - CRAFT Sportswear Gran Prix of Gloucester #1
  - The Northampton International #1, Northampton
  - The Northampton International #2, Northampton
  - 7e du championnat du monde de cyclo-cross espoirs